# Pierre Lambert
Pierre Boussel, mais conhecido como Pierre Lambert (Paris, 9 de Junho de 1920 – Champcueil, 16 de Janeiro de 2008) foi um dirigente internacional da IV Internacional (1993).
Aos catorze anos começou a sua militânica nas "Juventudes Comunistas", quando logo aderiu ao trotskismo. Em 1937, aderiu ao grupo dirigido por Pierre Frank.
Após a Segunda Guerra Mundial, tornou-se um dos principais quadros do Parti Communiste Internationaliste (PCI, Partido Comunista Internacionalista), seção francesa da Quarta Internacional, como militante sindicalista. Durante a crise de 1950-1953, capitaneada por Michel Pablo, Lambert foi um dos principais quadros que resistiram à política pablista do entrismo sui generis nos Partidos Comunistas.
Nos anos 1960, o grupo impulsionado por Lambert adotou o nome de Organisation Communiste Internationaliste (OCI,Organização Comunista Internacionalista). A partir de 1984, Lambert engajou-se no movimento que deu origem ao Partido dos Trabalhadores da França, participando da constituição da Corrente Comunista Internacionalista, da qual foi dirigente.
Lambert foi também um dos principais dirigentes da Quarta Internacional reproclamada em 1993, junto com Daniel Gluckstein. São seções da Quarta Internacional, além da CCI, a corrente O Trabalho, o POUS (Portugal), entre outros. Lambert também militou no Acordo Internacional dos Trabalhadores e dos Povos.